# شركة هاميلتون ووتش
شركة هاميلتون ووتش هي شركة تصنيع سويسرية لساعات اليد مقرها في بيان ، سويسرا. تأسست عام 1892 كشركة أمريكية وانتهت شركة هاميلتون ووتش من التصنيع الأمريكي عام 1969. من خلال سلسلة من عمليات الدمج والاستحواذ، أصبحت مدمجة في مجموعة سواتش، وهي أكبر مجموعة تصنيع وتسويق للساعات في العالم.

## الكرونومتر البحري
خلال الحرب العالمية الثانية، توقف إنتاج الساعات الاستهلاكية، حيث تم شحن جميع الساعات المصنعة إلى القوات. تم إرسال أكثر من مليون ساعة إلى الخارج. كانت الشركة ناجحة للغاية في إنتاج الكرونومتر البحري وساعات سطح السفينة بأعداد كبيرة لتلبية احتياجات البحرية الأمريكية، وقوات الحلفاء الأخرى أيضًا. تم بناء الموديل 21 هاميلتون أولاً ثم متبوعًا بالطراز 22. كان الطراز 22 يحتوي على نابض رئيسي تقليدي، ومتوفر في صندوق مزدوج تقليدي. كان لدى الطرازين 21 و 22 احتياطي طاقة لمدة يومين وتم وضع علامة على تحركات كلاهما من قبل مكتب السفن التابع للبحرية الأمريكية. تم استخدام النموذج 22 أيضًا من قبل الجيش الأمريكي.

## العمليات السويسرية / الأمريكية: 1969-1974
في عام 1966 استحوذت هاملتون على شركة بورن للساعات في بورن أن دير آغ، سويسرا، بما في ذلك جميع المصانع والتقنيات التي طورتها بورن حتى تلك اللحظة. من عام 1966 إلى عام 1969، تم تشغيل هاميلتون لانكستر وبورن سويسرا كمنشأة مشتركة.
في عام 1969 أنهت شركة هاملتون عمليات التصنيع الأمريكية تمامًا مع إغلاق مصنعها في لانكستر، بنسلفانيا، وتحويل عمليات التصنيع إلى مصنع بورن في سويسرا.
من عام 1969 إلى عام 1972 ، تم إنتاج جميع ساعات هاميلتون الجديدة في سويسرا بواسطة فرع هاملتون في بورين. في عام 1971 ، أعيدت علامة بورن التجارية إلى الملكية السويسرية وبحلول عام 1972، تم حل شراكة بورن وهاملتون وتصفية المصنع. 

## الساعات الانتقالية: السبعينيات حتى الوقت الحاضر
في عام 1971 ، اشترت شركة أوميجا و تيسو ماركة هاميلتون واستخدمت اسم هاميلتون في عدد من المنتجات التجارية، بما في ذلك العديد من ساعات الكوارتز في الثمانينيات. قام فريق بقيادة جون بيرجي من هاميلتون ووتش في لانكستر بولاية بنسلفانيا بتطوير ساعة بولسار، وهي أول ساعة رقمية في العالم.   في عام 2020 ، أصدرت هاميلتون إصدارًا محدودًا من 888 قطعة من ساعة Khaki Navy BeLOWZERO مستوحاة من ساعات هاملتون المصنوعة من أجل فيلم كريستوفر نولان تينيت.   في الفيلم ، يرتدي جون ديفيد واشنطن أيضًا ساعة Jazzmaster Seaview Chronograph. 

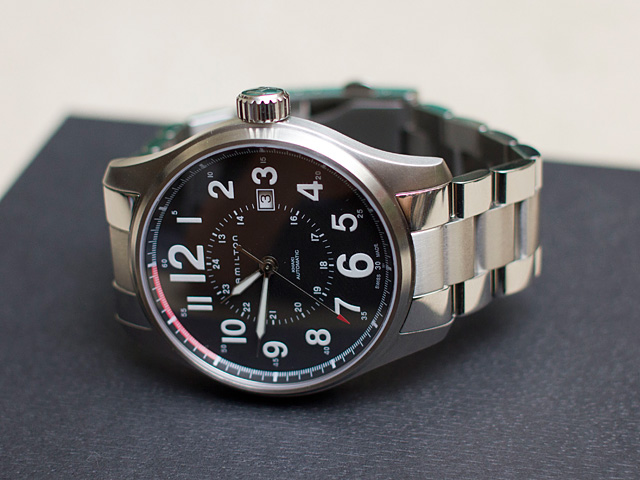
هاميلتون H70615133